# Plastic Odyssey
Die Plastic Odyssey ist ein französisches Schiff, mit dem auf die Problematik von Plastikabfällen in der Meeresumwelt aufmerksam gemacht und Lösungen zur Vermeidung von Plastikabfällen gesucht werden sollen. Das Schiff ist das ehemalige deutsche Forschungsschiff Victor Hensen.

## Geschichte
Gebaut wurde das Schiff in den Jahren 1974/1975 unter der Baunummer 2257 auf der Werft Schichau Unterweser in Bremerhaven. Die Kiellegung fand am 30. August 1974, der Stapellauf am 10. Februar 1975 statt. Die Fertigstellung des Schiffes erfolgte am 16. Mai 1975. Auftraggeber war die Freie Hansestadt Bremen, die es für das Institut für Meeresforschung bauen ließ.
Das Schiff kam als Victor Hensen unter deutscher Flagge mit Heimathafen Bremerhaven in Fahrt (Rufzeichen: DBAW). Das nach dem Meeresbiologen Victor Hensen benannte Schiff wurde bis Ende 1985 von der RF Reedereigemeinschaft Forschungsschiffahrt in Bremen bereedert.
1986 übernahm das Alfred-Wegener-Institut für Polar- und Meeresforschung (AWI) das Schiff. Im Jahr 1999 musste sich das AWI aus Kostengründen von dem Schiff trennen, weil mit dem Zusammenschluss des Alfred-Wegener-Instituts in Bremerhaven mit der Biologischen Anstalt Helgoland auch das Forschungsschiff Heincke zum AWI kam, das Bundesministerium für Bildung und Forschung jedoch nicht zwei mittelgroße Forschungsschiffe gleichzeitig finanzieren wollte. Gekauft wurde es vom Direktor des Deutschen Schifffahrtsmuseums (DSM), Professor Dr. Detlev Ellmers. Pläne, das Schiff durch Charterfahrten sowie der Gründung eines Fördervereins dem Museum zu erhalten, wo es als modernes Gegenstück zum 1867 erbauten Polarexpeditionsschiff Grönland im Museumshafen liegen sollte, scheiterten jedoch. So wurde das Schiff zunächst in Bremerhaven aufgelegt.
2001 wurde das Schiff von der Windkraftfirma Energiekontor in Bremen gekauft, die es für Untersuchungen im Zusammenhang mit der Planung und dem Bau von Windparks in der Nordsee in der Bremerhavener BREDO-Werft umbauen ließ. Es wurde in La Cour umbenannt (nach dem dänischen Meteorologen Poul La Cour, der sich bereits zum Ende des 19. Jahrhunderts mit der Erzeugung von elektrischer Energie aus Windkraft beschäftigte) und kam unter die Flagge Luxemburgs. Die Bereederung übernahm das damalige Bremer Unternehmen RS Research Shipping (später Jasmund Shipping).
Ab Ende 2004 hieß das Schiff wieder Victor Hensen und fuhr unter der Flagge Maltas. Eigner war eine zu Jasmund Shipping gehörende Einschiffsgesellschaft.
Die Einsatzbereiche des Schiffes waren in erster Linie die flachen Küstengewässer. Für die Forschung verfügte es über insgesamt drei Labore, z. B. für mikrobiologische und chemische Untersuchungen, und konnte auch als Basis für Tauchgänge und für die Steuerung von Tauchrobotern und anderen ROVs genutzt werden.
Im Oktober 2019 wurde das Schiff an die französische Organisation Plastic Odyssey Expedition verkauft, die damit weltweit auf die Problematik von Kunststoffabfällen in den Meeren aufmerksam machen und Lösungen für das Recycling von Kunststoffabfällen bzw. die Reduzierung der Produktion von Kunststoffprodukten suchen will.

## Technische Daten und Ausstattung
Angetrieben wird das Schiff über zwei Sechszylinder-Viertakt-Dieselmotoren des Herstellers MTU (Typ: 6 R 362 TB) mit jeweils 353 kW Leistung, die über ein Untersetzungsgetriebe auf einen Verstellpropeller wirken. Das Schiff erreicht damit eine Geschwindigkeit von bis zu 12 kn. Als zusätzliche Manövrierhilfe verfügt es über ein Bugstrahlruder.
Das Schiff verfügt über einen schwenkbaren Heckgalgen mit einer Hebekapazität von 1 Tonne sowie zwei Kranen mit einer Hebekapazität von 2,5 bzw. 1,5 Tonnen. Die Arbeitsfläche auf dem Achterdeck ist 75 m² groß. Der Laderaum, der über eine 2 × 2 Meter große Luke zu erreichen ist, ist 15 m² groß.
Im Rumpf des Schiffes ist ein Moonpool eingebaut.
Nach dem Umbau des Schiffes zur Plastic Odyssey können an Bord bis zu 20 Personen untergebracht werden. Neben den Seeleuten für den Betrieb des Schiffes und technischem und wissenschaftlichem Personal können auch Medienvertreter, Fotografen und andere Gäste eingeschifft werden.